# 박소연 (사회운동가)
박소연은 동물권단체 케어의 대표이다

## 종교
박소연은 여성 신흥종교 창시자 칭하이 무상사를 믿으며 그 신흥종교의 조직인 칭하이 무상사 국제협회에서 활동중이다.